# Hypogastrura gracilis
Hypogastrura gracilis är en urinsektsart som först beskrevs av James P. Folsom 1899.  Hypogastrura gracilis ingår i släktet Hypogastrura och familjen Hypogastruridae. Inga underarter finns listade i Catalogue of Life.